# Casa Faure
La Casa Faure es una casa palacio fortificada de la población de Benasque, en la provincia de Huesca.

## Ubicación
Se encuentra en el centro de Benasque, en la plaza del ayuntamiento que cierra por el lado oeste frente a la Iglesia de Santa María la Mayor.

## Historia
Aunque el edificio actual fue construido en el siglo XVII, anteriormente había existido otra construcción en donde se encontraba el solar de los Faure, un linaje del valle pero de origen francés que habitaba ahí en el 1550 y que más tarde pasaron a habitar los Azcón y posteriormente los Ferraz.

## Descripción
Al hablar de su planimetría hay que comentar que al tratarse de una casa señorial en los valles del Alto Aragón construida durante los siglos XVI-XVII sigue un patrón similar a las casas torreadas del Alto Aragón, con un plano de casa con patio central rodeado de edificios auxiliares fortificados contrapuestos a la fachada.
Su fachada, dividida en tres pisos, se orienta al este y en ella destaca su torre el extremo sur y su portada de acceso que se encuentra bajo un arco carpanel en cuyo trasdós se puede ver inscrito "F.1723.F" y que se apoya en dos pilastras pequeñas con capiteles geométricos que a su vez están flanqueadas por dos jambas se encuentran incluidas dentro de un entablamento liso con una cornisa moldurada bajo un frontón triangular rematado por bolas y con un escudo en el tímpano.

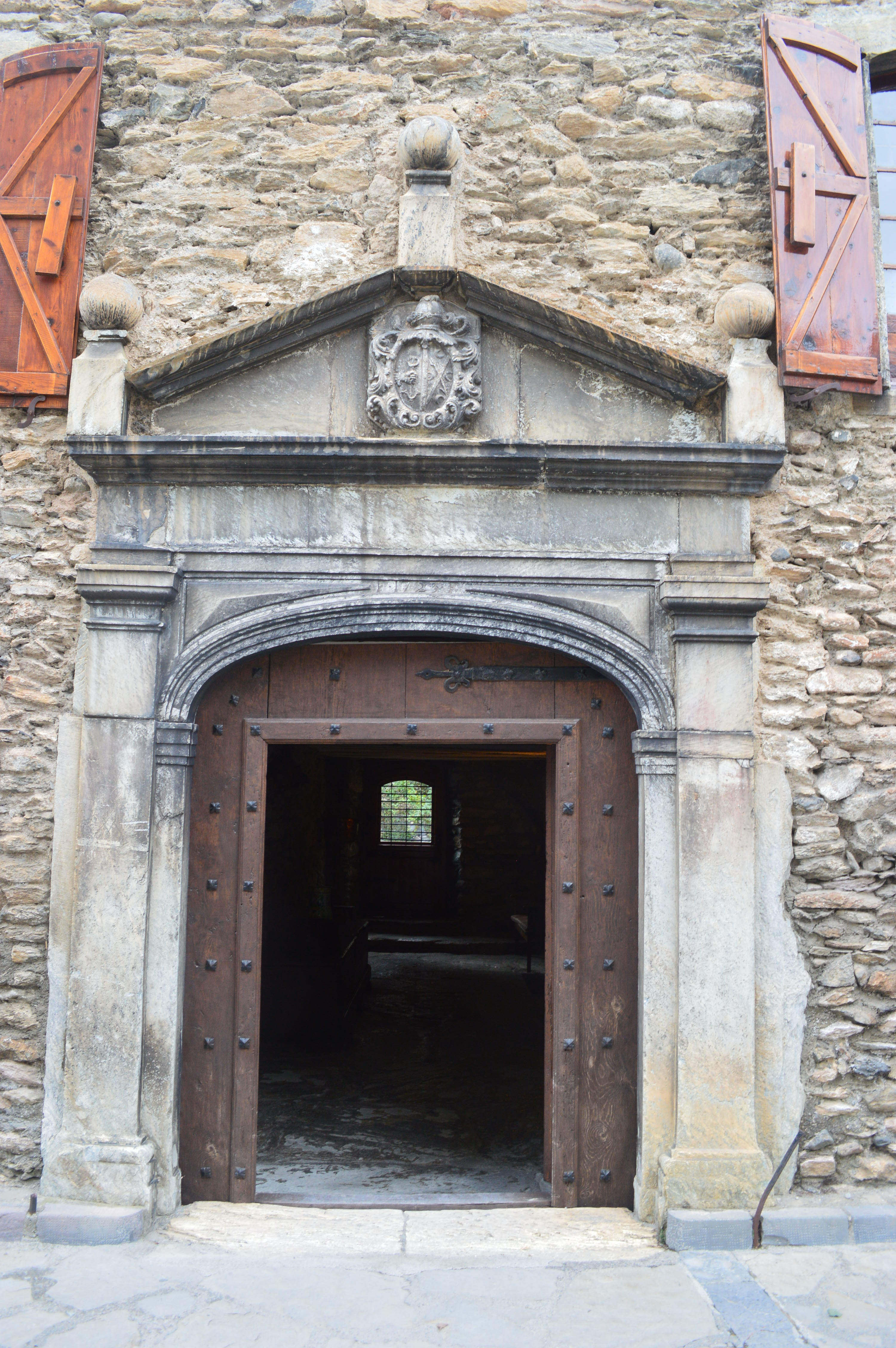
Vista del portón de casa Faure con el escudo de los Azcón y Ferraz en el tímpano del mismo.

El escudo que presenta está timbrado con la cimera de hidalgo y cubierto con un lambrequín, mientras que representa las armas de los dos últimos linajes que se habían asentado en el solar, el de los Ferraz cuyas armas son "De azur, un brazo armado de acero moviente del flanco siniestro y, en la mano, una áncora de plata" y las de los Azcón que tenían por armas una barra diagonal cruzada por flecha oblicua componiendo aspa, disponiéndose una media luna en cada uno de los ángulos resultantes. 
En la fachada también se puede observar la torre de planta cuadrada y del mismo material que el resto del edificio, cuenta con cuatro pisos y se cubre con un tejado de pizarra con cuatro vertientes y elevado que termina en unos faldones.

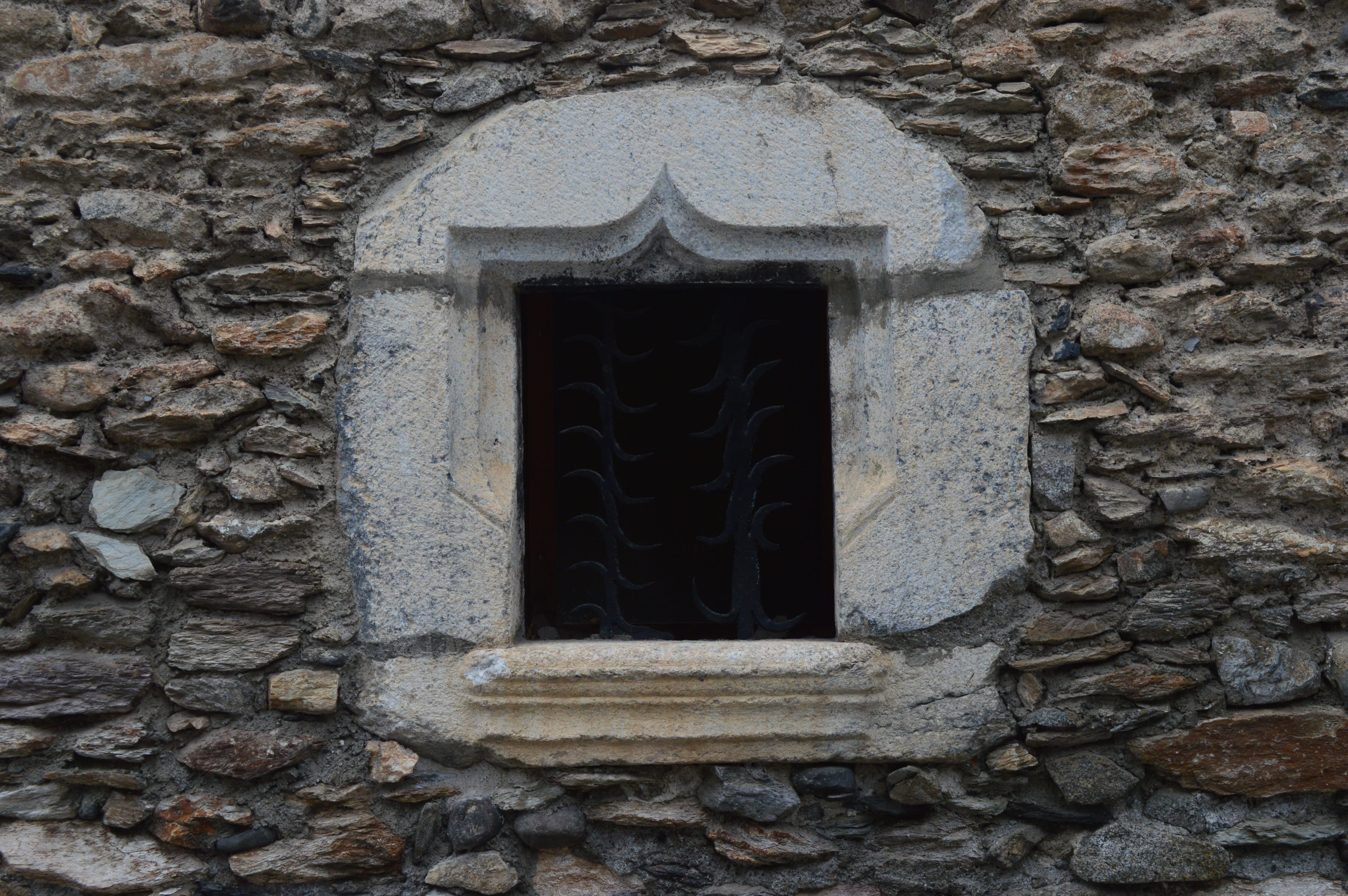
Vista de una de las ventanas originales con el pico conopial.